# Зазыкин, Владимир Георгиевич
Владимир Георгиевич Зазыкин (род. 1947) — ведущий советский и российский психолог, акмеолог. Доктор психологических наук, профессор, заслуженный деятель науки РФ.
Действительный член Международной академии акмеологических наук, член Союза журналистов Москвы, член диссертационного совета в РАНХ и ГС.

## Биография
В 1971 году окончил МВТУ им. Баумана.
В 1977 году защитил кандидатскую диссертацию по теме «Исследование ошибок человека-оператора, осуществляющего слежение». Институт психологии АН СССР. Специальность — 19.00.03.
В 1994 году защитил докторскую диссертацию по теме «Психолого-акмеологические основы деятельности специалистов в особых условиях». РАГС при Президенте РФ. Специальности: 19.0013 и 19.00.14.
Жена — Елена Васильевна Фетисова

## Список научных трудов

### Монографии, учебники, учебные пособия, брошюры (авторство и научное редактирование)
- Деятельность оператора в монотонных условиях, Ереван, Изд-во «Луйс», 1985 (в соавт. с Забродиным Ю. М., Саакяном Э. Д.)[2]
- Социально-психологический климат в коллективе и проблема конфликтов, М., Изд-во ВИПК ГКТР, 1988
- Психологические проблемы эффективности идеологического воздействия средствами телевидения и радиовещания, М., Изд-во ВИПК ГКТР, 1989 (в соавт. с Гостевым А. А.)
- Психология в рекламе, М., Изд-во Дата-Стром. 1992[3]
- Менеджер: психологические секреты профессии, М., Изд-во ЦИИТ, 1992 (в соавт. с Чернышевым А. П.)[4]
- Акмеологические проблемы профессионализма, М., Изд-во НИИВО ГКВО, 1993 (в соавт. с Чернышевым А. П.)[5],[6],[7]
- Деятельность специалистов в особых условиях (психолого-акмеологические основы), НИИВО ГКНО. Деп. Рук. № 275-94 деп. 7.12.94[8],[9],[10]
- Психологические факторы повышения активности избирателей с помощью телепередач рекламного характера, М., Студия ВИКОН, 1996 (в соавт. с Колосовой С. В., Фурс Р. Ф.)[11],[12],[13]
- Телевидение в избирательных кампаниях, М., Студия ВИКОН, 1996 (автор и ответственный редактор)[14],[15],[16]
- Рабочая книга практического психолога (технология эффективной профессиональной деятельности), М., Изд. Дом Красная площадь, 1996 (в соавт. с Анисимовым С. А., Бондаренко В.Н и др.)
- Основы военной акмеологии. (часть 2), М., Изд-во Военной академии им. Дзержинского, 1996 (в соавт. с Анисимовым С. А., Анцуповым А. Я. и др.)[17],[18],[19]
- Социальные страхи у населения: источники возникновения, формы проявления, методы компенсации, Оренбург, Администрация Оренбургской обл., РАГС, 1997 (в соавт. с Прилутской О. А.)[20]
- Конфликтная личность в конфликтном противоборстве, М., Изд. МКО, 1998 (в соавт. с Зайцевой Е. В.)
- Профессионализм деятельности в особых и экстремальных условиях, М., РАГС, 1998 (в соавт. с Деркачом А. А.)
- Психологический мониторинг личностно-профессионального развития государственных служащих, М., РАГС, 1999 (в соавт. с Деркачом А. А., Синягиным Ю. В.)
- Политический конфликт: психологический взгляд на проблему, М., МААН, 1999 (в соавт. с Хрустачевым А. Л.)
- Психологические характеристики эффективного политического имиджа, М., МААН, 1999 (в соавт. с Белоусовой И. Э.)
- Психология развития профессионала, М., РАГС, 2000 (в соавт. с Деркачом А. А., Марковой А. К.)
- Психологические основы гуманистической рекламы, М., РАГС, 2000
- Политическая психология, М., РАГС, МГСУ, 2000 (в соавт. с Абульхановой К. А., Бодалевым А. А., Герасимовым В. М. и др.)
- Введение в акмеологию, Калуга, МО, КГПУ, 2000 (в соавт.с Богдановым Е. Н.)
- Психология проницательности, М., РАГС, 2001
- Введение в акмеологию (Изд. 2-е, переработанное и дополненное), Калуга, МО, КГПУ, 2001 (в соавт. с Богдановым Е. Н.)
- Психологические основы «паблик рилейшнз», Калуга, МО, КГПУ, 2001 (в соавт. с Богдановым Е. Н.)
- Рабочая книга практического психолога (пособие для специалистов, работающих с персоналом), М., Издательство института психотерапии, 2001 (в соавт. с Абульхановой К. А., Бодалевым А. А., Васиной Н. В., Деркачом А. А. и др.)
- Психология личности в конфликте, Калуга, МО, КГПУ, 2002 (в соавт. с Богдановым Е. Н.)
- Психология безопасности, М., РАГС, АГЗ МЧС, 2002 (в соавт. с Агаповым В. С., Деркачом А. А. и др.)
- Акмеология. Учебник, М., РАГС, 2002 (в соавт. с Абульхановой К. А., Бодалевым А. А., Деркачом А. А. и др.)
- Профессионализм административно-политических элит (философско-социологический и акмеологический подходы), М. — Р-н-Д., СКАГС, 2002 (в соавт. с Игнатовым В. Г., Белолипецким В. К., Деркачом А. А., Марковой А. К. и др.)
- Психология политической рекламы, Калуга, КГПУ, 2002 (в соавт. с Богдановым Е. Н.)
- Прикладная психодиагностика для руководителей и специалистов кадровых служб, Калуга, КГПУ, 2003 (в соавт.с Богдановым Е. Н.)
- Организационная акмеология (изд. второе, дополненное), М-СПб., РИЦ, 2003 (колл. авторов/под ред. В. И. Жукова, А. В. Карпова, Л. Г. Лаптева)
- Психологические основы «паблик рилейшнз» (изд. второе), М-СПб., ПИТЕР, 2003 (в соавт. с Богдановым Е. Н.)
- Психологические аспекты избирательных кампаний, М., РЦОИТ , 2003
- Акмеология. Учебное пособие, СПб., ПИТЕР, 2003 (в соавт. с Деркачом А. А.)
- Профессионализм деятельности в особых и экстремальных условиях (изд. второе), М., РАГС, 2003 (в соавт. с Деркачом А. А.)
- Психология политической рекламы, агитации и пропаганды. Учебное пособие (автор и отв. ред.), М., РАГС, МГСУ, ЕГУ, 2003 (в соавт. с Авциновой Г. И. и др.)
- Акмеологические основы эффективных политических коммуникаций, М., МГСУ, ГУ (Екатерин-бург), 2003 (в соавт. с Бакулевым С. П., Беспаловым П. В. и др.)
- Толерантность личности: характеристики, закономерности, механизмы формирования, М., РАГС, 2003 (в соавт. с Деркачом А. А., Селезневой Е. В. и др.)
- Политический менеджмент. Учебное пособие, М., РАГС, МГСУ, 2004 (в соавт. с Авциновой Г. И., Александровой Т. А., Анисимовым О. С. и др.)
- Личностно-профессиональное развитие государственных служащих как объект психолого-акмеологического мониторинга, М., РАГС, 2004 (в соавт. с Деркачом А. А., Мельничуком А. С., Синягиным Ю. В., Селезневой Е. В. и др.)
- Акмеологический словарь, М., РАГС, 2004 (в соавт. с Абульхановой К. А., Асеевым В. Г., Деркачом А. А. и др.)
- Психология личности в конфликте (2е изд., дополн.), СПб.: ПИТЕР, 2004 (в соавт. с Богдановым Е. Н.)
- Основы акмеологической теории профессионализма в управлении, М.: МААН, 2004
- Профессиональное самоопределение субъектов: акмеологический подход. Учебное пособие, М.: РАГС, 2004 (в соавт. с Деркачом А. А., Марковым В. Н., Толочек В. А.)
- Психология рекламы и «паблик рилейшнз», конфликтов, кадровой работы и управления персоналом. Словарь-справочник, М.: Столичный гуманитарный институт, 2005
- Профессионализм деятельности. Теоретические основы и актуальные проблемы. Т.1. Классические и современные концепции профессионализма, М.: РГСУ и ГУ, 2005 (в соавт. с Агеносовым А. Б., Бодалевым А. А. и др.)
- Корпоративная культура: психолого-акмеологический подход, М.: Независимый институт гражданского общества, 2005 (в соавт. со Смирновой И. А.)
- Психолого-акмеологические основы управления кадровой работой. Практическое пособие для руководителей, Иваново, ИФ СЗАГС и СГИ, 2006 (в соавт. с Дьячковой Е. В.)
- Психологические особенности антикризисного PR-управления, Иваново, ИФ СЗАГС и СГИ, 2006 (в соавт. с Дьячковой Е. В.)
- Руководителям о психологии и акмеологии управления, М.: Столичная гуманитарная академия, 2006 (в соавт. с Грачевым В. В.)
- Психология проницательности. Изд. второе, доработанное и дополненное, М.: РАГС, 2006
- Психологические особенности театральных конфликтов, М.: МААН, СФГА, 2007 (в соавт. с Мадоновой Е. Н.)
- Психология творчества, М.: МААН и Университетская книга, 2008
- Акмеология управления, Казань. Центр инновационных технологий и РАГС, 2008 (в соавт. с Деркачом А. А.)
- Психологическая компетентность руководителя, М.: ИПК госслужбы, 2008-12-26 (в соавт. с Карпенко А. С.)
- Психология рекламы и рекламной деятельности, М.: ЗАО Интелбук; изд-во Элит, 2008 (в соавт. с Зазыкиной Е. В., Мельниковым А. П.)
- Психология «паблик рилейшнз», М.: изд-во Элит, 2008 (в соавт. с Мельниковым А. П.)
- Психология и акмеология лидерства, М.: изд-во Элит, 2010 (в соавт. со Смирновым Е. А.)
- Акмеология и психология управления человеческими ресурсами. Краткий словарь-справочник, М.: РАГС, 2010
- Методы акмеологических исследований. Учебное пособие, М.: РАГС, 2010 (в соавт. с Деркачом А. А.)
- Психолого-акмеологические технологии противодействия коррупции в системе государственной службы, М.: РАГС, 2010 (в соавт. с Анцуповым А. Я., Горобец Т. Н. и др.)
- Психология профессиональной деятельности, М.: РАГС, 2010 (в соавт. с Анцуповым А. Я., Ждановым О. И.)
- Психологические особенности коррупции, М.: МГАДА, 2010
- Акмеология исполнительского художественного творчества, М.: Москововедение, 2011 (в соавт. с Монд О.-Л.)
- Психология и акмеология управления. Словарь-справочник, Иваново: ИФ РАНХ и ГС, ОАО "Издательство «Иваново», 2012 (в соавт. с Дьячковой Е. В., Смирновой И. А.)
- Психолого-акмеологические основы успешной карьеры. Учебное пособие, Иваново: ИФ РАНХ и ГС, ОАО "Издательство «Иваново», 2012 (в соавт. с Дьячковой Е. В., Смирновой И. А.)
- Психологическая реальность конфликтов, М.: Психотерапия, 2013 (в соавт. с Оболонским Ю. В.)
- Введение в акмеологию, Иваново: ИФ РАНХ и ГС, ОАО "Издательство «Иваново», 2013 (в соавт. со Смирновым Е. А.)
- Психологические аспекты коррупции, М.: Высшая школа психологии (институт), 2013 (в соавт. с Богдановым Е. Н.)
- Оценка персонала современной организации, Иваново: ИФ РАНХ и ГС, ОАО "Издательство «Иваново», 2014 (в соавт. со Смирновым Е. А., Синягиным Ю. В.)
- Мудрость Конфуция: истоки психологии и акмеологии управления, Иваново: ИФ РАНХ и ГС, ОАО "Издательство «Иваново», 2014 (в соавт. со Смирновым Е. А., Грузов Ю. В.)
- Психология плохого руководителя и плохого управления, М.: Колибри, 2014 (в соавт. с Градовым С. С., Карпенко А. С.)

### Программы и методические материалы
- Психологические аспекты деятельности в монотонных условиях, Ереван: изд-во «Луйс», 1982 (в соавт. с Саакяном Э. Д.)
- Справочник «Основы военной психологии и педагогики», Киев: МО СССР, КВИРТУ ПВО, 1984 (в соавт. с Вербицким В. К. и др.)
- Конфликты и пути их преодоления в воинском коллективе, Киев: МО СССР, КВИРТУ ПВО, 1986 (в соавт. с Ложкин Г. В.)
- Конфликты в коллективе и пути их преодоления, М.: Сельскохозяйственная академия им. Тимирязева, 1986 (в соавт. с Лебедевым В. И.)
- Психологические основы телерадиокоммуникаций (тематический план и программа курса), М.:ВИПК ГТРК, 1987 (в соавт. с Гостевым А. А., Шкопоровым Н. Б.)
- Тренинги по психологической саморегуляции и формированию профессионально важных качеств, М.: ВИПК ГКТР, 1988 (в соавт. с Гостевым А. А.)
- Социальная психология трудовых коллективов (тематический план и программа курса), М.: ГКНО СССР. Научно-методический Совет по проблемам повышения квалификации руководителей и специалистов, 1989
- Психологические особенности взаимодействия политических лидеров со СМИ в период избирательных кампаний, Новосибирск: АСДГ, 1995
- Методические материалы для слушателей вечернего и заочного отделений, М.: РАГС,1996 (в соавт. с Деркачом А. А. и др.)
- Введение в психологию конфликтов (на примерах конфликтов в коллективах организаций), М.: Институт молодежи, 1996 (в соавт. с Нечаевой Н. С.)
- Методы повышения эффективности делового общения. (Рекомендации психологам и профконсультантам служб занятости), М.: РАГС и Центр профориентации и психологической поддержки безработных граждан и незанятого населения, 1997
- Психология проницательности (Метод. рекомендации государственным служащим), М.: Адм. Московской области, РАГС, 1997
- Психологические воздействия в деловом общении (конспект лекций), М.: РАГС, 1998
- Сборник программ (Психологическая служба федерального и регионального управления), М.: РАГС, 1998 (в соавт. с Деркачом А. А. и др.)
- Методические материалы (государственное и муниципальное управление), М.: РАГС, 1998 (в соавт. с Деркачом А. А. и др.)
- Психология (методические материалы и программы для слушателей заочного отделения), М.: РАГС, 1998 (в соавт. с Деркачом А. А. и др.)
- Сборник программ и методических материалов для аспирантов по специальности «Психология развития, акмеология», М.: РАГС, 1998 (в соавт. с Деркачом А. А. и др.)
- Учебные программы (Психологическая служба федерального и регионального управления), М.: РАГС, 1999 (в соавт. с Деркачом А. А. и др.)
- Психология массовидных явлений (Уч. программа и метод материалы), М.: МОСУ, 2000
- Психология эффективного политического имиджа и политическое консультирование (Учебная программа и методические материалы), М.: МОСУ, 2000
- Психологическое обеспечение избирательных кампаний (программа и методические материалы). Гл.3, Раздел 4, Сборник материалов по организации учебно-консультативной работы в области избирательного права, М.: ИПК РАГС и РЦОИТ, 2002 (в соавт. с Веденеевым Ю. А. и др.)
- Акмеология (учебная программа и методические материалы), М.: РАГС, 2002
- Акмеология (учебная программа и методические рекомендации), М.: МОСУ, 2003
- Психология эффективных телефонных коммуникаций. Практическое пособие, М.: СГИ, 2005 (в соавт. с Сумбаевой О. Н.)
- Психологическая диагностика конфликтности личности. Методические материалы, М.: СГИ. 2005 (в соавт. с Мадоновой Е. Н.)
- Психолого-акмеологические основания профессиональной деятельности. Программа и методические материалы «Акмеолог кадровой работы», М.: РАГС, 2007
- Психологические особенности эффективных телефонных коммуникаций. Методические рекомендации, М.: РАГС, 2007
- Эргодизайн и акмеология проектирования предметно-пространственной среды государственных учреждений. В уч. пособии «Эргодизайн промышленных изделий и предметно-пространственной среды», М.: Владос, 2009

### Статьи, тезисы докладов
- Об особенностях деятельности операторов при компенсаторном слежении, ж. Техническая эстетика, № 11, 1975 (в соавт. с Бодровым В. А., Чернышевым А. П.)
- О характеристиках прогнозирования при компенсаторном слежении, ж. Техническая эстетика, № 12, 1975 (в соавт. с Чернышевым А. П.)
- Исследование ошибочных действий человека-оператора при слежении за случайными сигналами, ж. Техническая эстетика. № 4-5, 1977 (в соавт. с Чернышевым А. П.)
- Компенсаторное слежение за гармоническими сигналами, Инженерная психология. М., Наука, 1977 (в соавт. с Бодровым В. А., Чернышевым А. П.)
- Оценка функционального состояния оператора по критерию качества слежения, Проблемы функционального комфорта (Материалы всесоюзной конф.) М., ГКНТ, 1977 (в соавт. с Чернышевым А. П.)
- О механизмах нарушения сенсомоторной координации, Тезисы докл. V-го Всесоюз. Симпозиума по эффективности, качеству и надежности СЧМ, Л., 1978 (в соавт. с Денисовым В. А., Чернышевым А. П.)
- Влияние динамических характеристик объекта управления на эффективность функционирования человека-оператора, Тезисы докл. V-го Всесоюз. Симпозиума по эффективности, качеству и надежности СЧМ, Л., 1978 (в соавт. с Николаевым С. А., Чернышевым А. П.)
- Психологические аспекты проектирования тренажерных комплексов, Тезисы докл. V-ой Всесоюзн. конф. по инж. психологии. Вып.1, Л., Наука, 1979 (в соавт. с Чернышевым А. П.)
- Исследование некоторых аспектов срыва слежения у операторов, Тезисы докл. V-ой Всесоюзн. конф. по инж. психологии. Вып.2, Л., Наука, 1979 (в соавт. с Денисовым В. А.)
- Проявление активности человека-оператора в задачах слежения, Тезисы докл. V-ой Всесоюзн. конф. по инж. психологии. Вып.2, Л., Наука, 1979 (в соавт. с Николаевым С. А., Чернышевым А. П.)
- О характеристиках точности восприятия при слежении за непрерывными сигналами, Психофизика сенсорных систем. М., Наука, 1979 (в соавт. с Чернышевым А. П.)
- Влияние «зоны нечувствительности» в характеристике объекта управления на качество выполнения слежения, ж. Вопросы психологии, № 2, 1980 (в соавт. с Чернышевым А. П.)
- V-я всесоюзная конференция по инженерной психологии, Психологический журнал т.1, № 3, 1980 (в соавт. с Романовой Е. С.)
- Показатели точности выполнения оператором непрерывной сенсомоторной деятельности, Экспериментальная психология. СГУ., Саратов, 1980 (в соавт. с Забродиным Ю. М.)
- Некоторые вопросы инженерно-психологического проектирования, Психологический журнал т.2, № 1, 1981
- Регуляция управляющих действий в монотонных условиях при подаче экстренного сигнала, Психологический журнал т.2, № 4, 1981 (в соавт. с Забродиным Ю. М., Нерсесяном Л. С., Саакяном Э. Д.)
- Исследование структуры управляющих действий в монотонных условиях, Тезисы докл. IV -ой Междунар. конф. стран — членов СЭВ по эргономике. Дрезден, ГКНТ, 1981
- Проблемы психологии труда и профессий, Психологический журнал т.2, № 6, 1981 (в соавт. с Забродиным Ю. М.)
- О влиянии динамических характеристик технической части системы на качество выполнения оператором непрерывной сенсомоторной деятельности, Тезисы научных сообщений к ХХ11 Междунар. психолог. Конгрессу. ч.2, М., Наука, 1981
- Психологические вопросы построения обучающих тренажеров, Сб. Приборостроение. Арм. НИИТИ, Ереван, № 6, 1981 (в соавт. с Саакяном Э. Д.)
- Психологические аспекты эффективности тренажеров, Тезисы докл. Всесоюз. Симпозиума по проблемам тренажеростроения Ереван, 1981 (в соавт. с Саакяном Э. Д.)
- Влияние параметров линейных объектов управления на эффективность слежения, Сб. Психологические аспекты эффективности и надежности СЧМ. Ереван, 1981 (в соавт. с Саакяном Э. Д.)
- Оперативная обработка информации в инженерно-психологическом эксперименте, Методы и средства автоматизации психологических исследований. М., Наука, 1982 (в соавт. с Денисовым В. А., Чернышевым А. П.)
- Проблема стабильности систем «человек- машина», Психологический журнал т.3, № 5, 1982 (в соавт. с Венда В. Ф.)
- Способ определения характеристик экстраполяции при слежении, ж. Техническая эстетика, № 6, 1982 (в соавт. с Буравихиным А. В., Саакяном Э. Д.)
- Методологические проблемы взаимодействия психологии, медицины и биологии, Тезисы докл. Всесоюз. конф. «Философские и социальные аспекты современной биологии и медицины». М., Наука, 1982 (в соавт. с Ястребовой Л. Т.)
- Исследование изменений структуры деятельности оператора в состоянии монотонии, Психические состояния и эффективность деятельности. М., Наука, 1983 (в соавт. с Забродиным Ю. М., Саакяном Э. Д.)
- Структура операторской деятельности в монотонных условиях, Проблемы психологи- ческой поддержки операторов СЧМ. Саратов, СГУ, 1983
- Анализ деятельности операторов в состоянии монотонии, Тезисы докл. Всесоюз. конф. по экспериментальной психологии. Львов, 1983 (в соавт. с Саакяном Э. Д.)
- Проблема инвариантности систем «человек-машина», Тезисы докл. VI съезда Общества психологов СССР. М., Наука, ч.2, 1983
- Психологические аспекты повышения эффективности тренажеров, Тезисы докл. Всесоюз. симпозиума «Психологические аспекты тренажеростроения». Ереван, 1983 (в соавт. с Саакяном Э. Д.)
- К проблеме инвариантности систем «человек-машина», Вопросы оптимизации системы отбора и под- готовки военных специалистов. Киев, КВИРТУ МО, 1983
- Инвариантность систем полуавтоматического управления, Психологическая наука и общественная практика. ч.1, М., Наука, 1983
- On the Efficiency of the Human-Operator Activity, Finnish-Soviet symposium on psychology of work and occupation. Helsinki, 1983
- О возможности создания инвариантных СЧМ, Психологический журнал т.5, № 2, 1984
- Психологические аспекты регуляции деятельности в монотонных условиях при реагировании на экстренный сигнал, Психофизика сенсорных и сенсомоторных процессов. М., Наука, 1984 (в соавт. с Забродиным Ю. М., Саакяном Э. Д.)
- Инженерная психология: экономические проблемы, Психологический журнал т.5, № 5, 1984 (в соавт. с Забродиным Ю. М.)
- Инженерно-психологические принципы проектирования инвариантных СЧМ, Тезисы докл. VI-ой Всесоюз. Конф. по инженерной психологии. Л., Наука, 1984
- Особенности сенсомоторной регуляции деятельности при управлении объектом в условиях вибрации, Тезисы докл. конф. «Актуальные проблемы профилактики и травматизма при ДТП». Горький, 1984 (в соавт. с Митрофановым Б. Н.)
- Проблемы анализа и проектирования систем «человек-машина», Психологический журнал т.5, № 4, 1984
- О прогнозировании ГЭД оператора в состоянии монотонии, Тезисы докл. VI-ой Всесоюз. конф. по инж. психологии. Вып.2, Л., Наука, 1984 (в соавт. с Бурехзон Е. М., Нерсесяном Л. С.)
- Анализ процесса слежения за низкочастотным гармоническим сигналом, Рук. депонир. ВИНИТИ № 82 15-84 деп.21.12.84. УДК 331.15.М. (в соавт. с Денисовым В. А., Маглакелидзе Г. О.)
- Psykologian perusongeemat tutkimisken konteena, «Psykologia» suomen ps. seuran julkaisu ISSN — 0355 — 1067. No 4, 1984
- L’Instituto di Psycologia dell’ Accademia delle Scienze dell’USSR compie 10 anni, «Psycologia e societa» 3-4 anno 83. Instituto supperoie di psicolgia social. Torino, 1984
- Psychologie und Gesellschaftliche Praxis in der USSR, Deutsch Verlag der Wissenschaft. Berlin, 1984 (co-authorship with Lomov B., Zabrodin Y.)
- Аттестация рабочего места: инженерно-психологические требования, Психологический журнал т.6., № 3, 1985 (в соавт. с Бубновой С. С.)
- Инженерно-психологические факторы повышения эффективности управления с/х трактором, Психологический журнал т.6, № 6, 1985 (в соавт. с Илиничем И. М., Мелеховым Н. И., Саакяном Э. Д.)
- Основные направления исследований деятельности в особых и экстремальных условиях, Психологические проблемы деятельности в особых условиях. М., Наука, 1985 (в соавт. с Забродиным Ю. М.)
- Применение принципа инвариантности к анализу и проектированию СЧМ, Психологические проблемы деятельности в особых условиях. М., Наука, 1985
- Эргономические аспекты оптимизации характеристик органов управления с/х тракторов, Эргономика. № 28, М., ГКНТ, 1985 (в соавт. с Саакяном Э. Д.)
- Методические рекомендации по аттестации рабочих мест, Рук. депонир. ВИНИТИ № 8003-В. Деп.20.11.85. УДК. 621.612.8. (в соавт. с Бубновой С. С.)
- Инженерно-психологические аспекты взаимодействия человека с измерительным прибором, Тезисы докладов конф. «Аналитическое приборостроение», Тбилиси, 1986.
- К вопросу о точности управления с/х трактором, Тезисы докл. 1-й Всесоюз. конференции «Эргономика и научно-технический прогресс», М.,1986 (в соавт. с Саакяном Э. Д.)
- Учёт эргономических требований при проектировании с/х техники, ж. Техническая эстетика № 1, 1987 (в соавт. с Чучалиным Л. К.)
- Телевизионный режиссёр — штрихи психологического портрета, ж. Телевидение и радиовещание. № 1, 1988
- Способ найти идею, ж. Телевидение и радиовещание. № 8, 1988
- Психологические аспекты формирования интереса к теле и радиопередачам, Аудитория. № 6, М., ГКТР, 1988
- Некоторые психологические аспекты анализа писем аудитории, Аудитория. № 7, М., ГКТР, 1988
- Как оценивать передачи, Обмен опытом. Вып.8, М., ГКТР, 1988
- Барьеры внутри нас, ж. Телевидение и радио- вещание. № 1. 1989
- Особенности деятельности творческих работников телевидения (психологический взгляд на проблему), Вестник ВИПК, № 1 М., ГКТР, 1989
- Деловые игры в Софрино, Аудитория. № 9, М., ГКТР, 1989 (в соавт. с Брацило Б. А., Шмаковым В. П.)
- Телепублицистика: проблемы и перспективы (психологические аспекты), ж. Телевидение и радиовещание. № 6, 1989
- Некоторые психологические проблемы телекоммуникаций, Тезисы докладов Международной конф. «Телевидение на рубеже двух веков». М., ГТРК, 1989
- О научном обеспечении телепередач, Аудитория. № 10, М., ГТРК, 1989
- Некоторые методы определения рейтинга телепередач, Аудитория. № 11, М., ГКТР, 1990
- Очерки психологии рекламы, ж. Телерадиоэфир. № 2, 1991
- Секреты воздействия рекламы (часть 1), ж. Телерадиоэфир. № 3, 1991
- Секреты воздействия рекламы (часть 2), ж. Телерадиоэфир. № 4, 1991
- Черты избранника (штрихи психологического портрета того, кто может стать Президентом России), ж. VIP. № 16, 1995
- Феномен политического анекдота, ж. VIP. № 17, 1995
- Политическая реклама: психологический взгляд на проблему, ж. VIP. № 19, 1996
- Психология эффективности теледебатов, Телевидение в избирательных кампаниях. Студия ВИКОН. М., 1996
- Особенности анализа социологической информации при освещении избирательных кампаний, Телевидение в избирательных кампаниях. Студия ВИКОН. М., 1996 (в соавт. с Анисимовым С. А.)
- Психологические факторы эффективности профессиональной деятельности кадров госслужбы, Психология профессиональной деятельности кадров государственной службы. М., РАГС, 1996 (в соавт. с Деркачом А. А.)
- Проблема профессионализма специалистов службы занятости, ж. Профессиональный потенциал. № 1, 1997
- Предпринимательский потенциал: психологический взгляд на проблему, Рук. депонир. НИИ ВО № 6-98 от 2.02.98 (в соавт. с Чернышевой М. А.)
- Акмеологические аспекты личностно-профессионального развития госслужащих, Материалы конференции «Становление госслужбы в России и подготовка высшего административно- управленческого персонала». М., РАГС, 1998
- Психическое здоровье нации: тревоги, проблемы, пути решения, ж. VIP. № 21, 1998
- Эффективность рекламы: акмеологический взгляд на проблему, Материалы конференции «Журналистика в 1997 году». Часть 1. М., 1998 (в соавт. с Алимпиевой Н. В.)
- Акмеографический подход в исследовании и развитии профессионализма госслужащих, Сб. Психология и акмеология профессиональной деятельности кадров госслужбы. М., РАГС, 1998
- Обобщенные психологические характеристики государственных служащих систем федерального и регионального управления, Тамбов.: Вестник Тамбовского университета, вып.1, серия: Гуманитарные науки. 1998
- Конфликтологическая компетентность как фактор профессионализма госслужащих, М.: Материалы научно-практической конференции «Российское государство и госслужба на современном этапе». Декабрь 1998 г.
- Психологические факторы формирования зрительского интереса к информационным и публицистическим телепередачам и профессионализм тележурналистов, М.: Сб. «Журналист ведет теледебаты», Студия ВИКОН, 1998 (в соавт. с Колосовой С. В., Фурсом Р. Ф.)
- Психологические особенности личностно-профессионального развития госслужащих, Сб. Государственная кадровая политика. М., РАГС. 2000 (в соавт. с Деркачом А. А.)
- Некоторые психологические проблемы телевизионного общения, Материалы международной конференции «Психология общения 2000: проблемы и перспективы» — М,.2000
- Оптимизация условий управленческого труда как фактор эффективности госслужбы, Материалы всероссийской конференции «Качество жизни. Россия XXI века» — М., 2000 (в соавт. с Богатыревой Т. Г. и др.)
- Развитие профессионализма, Психология человека от рождения до смерти (под ред. А. А. Реана). Москва, Олма-Пресс, 2001 (в соавт. с Деркачом А. А.)
- Психологические характеристики успешных российских предпринимателей, Качество жизни и российское предпринимательство (материалы всероссийской научно-прак. конф.), М., 2001 (в соавт. с Эпштейн В. А.)
- Акмеология как наука, разрабатывающая проблемы развития зрелой личности и профессионализма, Ежегодник психологической службы департамента образования и науки Калужской обл., Калуга, 2001 (в соавт. с Богдановым Е. Н.)
- Защита от негативного воздействия суггестивного как один из факторов психолог. компетентности госслужащих, Акмеология и социальная психология на рубеже XXI века (под. ред. А. А. Деркача). М., РАГС, 2001 (в соавт. с Миляевым А. А.)
- Акме в художественно-творческой деятельности, ж. Акмеология, 2001. № 1 (в соавт. с Фетисовой Е. В.)
- Психологический механизм самоконтроля у государственных служащих, Кадровый контроль в системе государственной службы. М., РАГС, 2002
- О проблеме толерантности в обществе и средствах массовой информации, Психология и её приложения. — Материалы всероссийской конференции. М., 2002
- Екатерина Максимова и Владимир Васильев: АКМЕ в балетном творчестве, ж. Акмеология, 2002, № 1 (в соавт. с Фетисовой Е. В.)
- Формирование имиджа лидера и организации, Управление общественными отношениями (под ред. В. С. Комаровского) М.,РАГС, 2003
- Акмеологические аспекты проектирования среды госучреждений, Оптимизация условий деятельности государственных служащих. М., РАГС, 2003 (в соавт. с Фетисовой Е. В.)
- Акмеологический подход к проектированию предметно-пространственной среды госучреждений, Предметно-пространственная среда в сфере управления. М., ВНИИТЭ, 2003 (в соавт. с Фетисовой Е. В.)
- Развитие профессионализма: проблемы изучения, Психология среднего возраста, старения, смерти СПб.:, Евразия, 2003 (в соавт. с Деркачом А. А.)
- О разработке акмеологических теорий, ж. Акмеология. № 2, 2003
- Психологическая компетентность государственных служащих, Психологическое обеспечение профессиональной деятельности государственных служащих / Под ред. А. А. Деркача. — М.: РАГС 2003
- Психологические аспекты доверия к политическим лидерам, ж. Акмеология. № 1, 2004 (в соавт. с Шукюровой М. Г.)
- Психолого-акмеологический подход в изучении и разрешении конфликтов, ж. Акмеология. № 3, 2004
- О разработке основ акмеологической теории профессионализма в управлении, Акмеология: личностное и профессиональное развитие. — Материалы Международной научной конференции 7-8 октября 2004
- Акмеология управления как учебная и научная дисциплина, Ученые записки СГИ. Вып.1. Педагогика и психология. — М.: СГИ, 2005
- Особенности конфликтов в театральных коллективах, Вестник ГУУ. Серия «Социология и управление персоналом». № 7 (23), 2006 (в соавт. с Мадоновой Е. Н.)
- Конфликты в театральных коллективах (психологический взгляд на проблему), ж. Акмеология. № 2, 2006 (в соавт. с Мадоновой Е. Н.)
- Язык поз и жестов, ж. Психология для руко-водителя. № 5, 2008
- Психологические проблемы исследования корпоративной культуры государственных служащих, Сб. Корпоративная культура организации и государственной службы: проблемы, исследования, перспективы. Иваново: ИФ СЗАГС, МААН, 2009
- Эргодизайн и акмеология проектирования предметно-пространственной среды, Эргодизайн: теория и практика. М.: ВНИИ ТЭ, 2008 (в соавт.с Чайновой Л. Д., Яблоковой Е. А.)
- Надежный инструмент, ж. Стратегия занятости. № 1. 2010
- О психологических особенностях конфликтных личностей, Конфликты в современной России: исследование и регулирование. Материалы всероссийской научно-практической конференции. М.: СГА, 2010
- Особенности мотивации политической деятельности партийной молодежи ЛДПР, Акмеология. № 3. 2010 (в соавт. с Сониной И. А.)
- Психолого-акмеологический подход в изучении вершинных достижений исполнителей музыкального театра, Психология. Социология. Педагогика. № 3. 2011. С.31-36 (в соавт. с Монд О.-Л.)
- К вопросу об определении акмеологии как науки, Акмеология. № 2. 2012
- Особенности изучения акмеологического объекта, Акмеология. № 3. 2012
- Акмеологическая среда как условие формирования социального капитала, Вестник МГАДА. № 2 (15). 2012. С.19-23
- Масштаб личности как акмеологическое условие профессионализма, Акмеология. № 2. 2013. С. 25-31
- Психологические аспекты формирования коррупционной направленности личности, Прикладная юридическая психология. № 1. 2013. С.15-21 (в соавт. с Богдановым Е. Н.)
- Психологические особенности изучения коррупции, Юридическая мысль. № 1 (75). 2013. С.108-115 (в соавт. с Бирюковой Г. М.)
- От подготовки специалистов — к подготовке профессионалов, Профессиональное образование. № 11. 2013. С. 10-12 (в соавт.с Деркачом А. А.)
- Акмеологический подход в решении проблемы подготовки профессионалов, Материалы республиканского научно-практического семинара «ХХ1 — век инновационно-интеллектуальных идей». Узбекистан, Ташкент. УЗб. ГУ, 2014 (в соавт. с Деркачом А. А.)
- Об истоках психологии и акмеологии управления в высказываниях Конфуция, Акмеология № 3, 2014, С.89-98.
- Плохой руководитель: психологический взгляд на проблему, Экономические и социально-гуманитарные исследования, № 3-4, 2014, С. 96-101.